# Call of Duty: Warzone 2.0
Call of Duty: Warzone 2.0 (офіційно — Warzone) — безкоштовна відеогра у жанрі королівської битви, розроблена Infinity Ward і Raven Software для PlayStation 4, PlayStation 5, Windows, Xbox One і Xbox Series X/S. Гра є сиквелом Call of Duty: Warzone та частиною Call of Duty: Modern Warfare II, 2023 року Call of Duty: Modern Warfare III та майбутньої Call of Duty: Black Ops 6. Самий «Warzone» можна завантажити безкоштовно, і не потрібно купувати жодну з інших ігор. Він був представлений під час 1 сезону контенту Modern Warfare II. У грі є кросплатформна гра і новий режим під назвою DMZ.
Warzone (2022) був офіційно представлений Activision на події «Call of Duty Next» у вересні 2022 року та був випущений 16 листопада 2022 року як частина однієї міжігрової програми запуску, відомої як Call of Duty HQ.

## Огляд

### Геймплей
Подібно до свого попередника, в основному ігровому режимі Warzone (2022), королівській битві, гравці змагаються на карті, яка постійно зменшується, щоб залишитися останнім гравцем. Гравці стрибають з парашутом на велику ігрову карту, де вони стикаються з іншими гравцями та знищують їх. Гравці починають зі 150 очок здоров’я з двома прикріпленими пластинами броні для додаткових 100 очок здоров’я. У міру того, як гра просувається й гравці вибувають, ігрова зона зменшується, змушуючи решту гравців перебувати у тісному просторі. Нова функція Warzone (2022), Circle Collapse, дозволяє створювати кілька кіл на карті, які закриваються незалежно одне від одного, перш ніж об’єднатися в одну безпечну зону. Як і в Warzone (2020), після смерті гравців відправляють до «ГУЛАГу», невеликої арени, де вбиті гравці борються один з одним за шанс відродитися на карті. У Warzone (2022) матчі ГУЛАГу спочатку були представлені у форматі 2 на 2 і включали штучний інтелект бійця під назвою «Тюремник», за яким гравці можуть полювати отримати ключ і втекти, на додаток до традиційного методу перемоги в матчах ГУЛАГу. Цю зміну було повернуто для 2 сезону до оригінального формату 1 на 1, тоді як Тюремника також видалено на користь системи збору очок понаднормової роботи. Ігрові грошові одиниці також повертаються, дозволяючи гравцям купувати різні предмети на кількох станціях, розкиданих по всій карті, включно з користувальницьким набором із персоналізованою зброєю та налаштуваннями бонусів. У Warzone (2022) представлено багато транспортних засобів, таких як квадроцикли, вантажівки, хетчбеки, позашляховики та багато інших.
Під час матчу події можуть відбуватися протягом всієї гри. Є три різні типи подій: Втеча з в’язниці (кожен гравець у ГУЛАГу переміщується на карту та назад у гру); Гарячий розпродаж (товари в магазині зі знижкою до 100% протягом однієї хвилини); і Restock (ящики із запасами поповнюються та можуть бути знову відкриті). Лише одна з цих подій може статися в одній грі.
У випуску Warzone (2022) також представлено новий ігровий режим під назвою DMZ. У DMZ гравці борються проти керованих ШІ та опонентів, якими керує гравець, намагаючись вигнати здобич, яку вони знайшли в ігровій зоні (також відомій як зона відчуження). Гравці починають з обмеженим інвентарем, який дозволяє зберігати здобич; зазначений інвентар можна розширити, виконуючи місії фракції, надаючи більше гарантованих слотів для зброї або можливість розблокувати базову зброю та нагороди, які можна використовувати як у Warzone (2022), так і в Modern Warfare II.
На момент запуску бійці зі штучним інтелектом були помітною особливістю Warzone (2022), оскільки вони захищали різні фортеці на основній карті, як у королівський битві, так і в DMZ. Гравці могли брати участь у бою з ворогами, контрольованими штучним інтелектом, щоб захопити твердині та отримати доступ до здобичі всередині. Після численних оновлень балансу та змін, штучний інтелект було повністю вилучено з режимів королівської битви у 4-му сезоні Modern Warfare II.
У 2-му сезоні Modern Warfare II у Warzone (2022) було показано повернення Resurgence, ігрового режиму, у якому гравці, які воювали, можуть відроджуватись і знову приєднуватися до матчів після того, як їх вбили, за умови, що в їхній команді є хоча б один член залишається живим після короткого періоду відновлення. Члени загону можуть допомогти скоротити час відновлення, виконавши контракти або вбивши інших гравців.
Третій сезон Modern Warfare II знову представив ігровий режим Plunder, у якому команди повинні шукати стоси готівки, розкидані по карті, щоб накопичити 2 мільйони доларів. Після того, як знайдено або якщо час майже закінчився, гра переходить у овертайм, усі грошові суми множаться вдвічі. Команда, яка зібрала найбільше грошей, коли годинник закінчився, оголошується переможцем. У цьому ігровому режимі гравці відроджуються автоматично. Крім того, вперше в «Warzone» було введено рейтинговий змагальний режим, розроблений у партнерстві з Treyarch з використанням офіційного набору правил Call of Duty League.
Під час запуску було представлено Unhinged. Режим гри з обмеженим часом у Warzone 2.0, де команди можуть просити ворожих гравців приєднатися до їхнього загону. Після того, як усі гравці приймуть, на їхньому екрані з’явиться новий HUD, де будуть показані їхні нові товариші по команді, а всі союзники можуть бути оголошені переможцями, якщо вони залишаться останньою командою. Шість гравців — це максимум, який може бути частиною команди. Unhinged було видалено після появи патча Season 01 Reloaded.
Warzone Bootcamp — це тренувальний режим, представлений у відеогрі Call of Duty: Modern Warfare III, яка була представлена під час третього сезону гри. Цей режим був створений, щоб допомогти гравцям ознайомитися з ігровою механікою та елементами керування Warzone 2.0. Це відбувається на карті Урзикстану. Загалом у цьому ігровому режимі 44 гравці, 24 із яких боти.
Окрім спільного прогресу з Modern Warfare II та Modern Warfare III, Warzone (2022) також має спільний міжплатформний прогрес і соціальні аспекти з Warzone Mobile, нова назва Warzone, створена виключно для мобільних пристроїв.

## Сюжет
Подібно до свого попередника, історія Warzone (2022) розповідається за допомогою кінематографа, який додається під час запуску кожного сезонного оновлення. Аль-Мазра фігурує в режимі кампанії для «Modern Warfare II», тоді як Амстердам, на якому значною мірою базується карта Вонделя, також ненадовго з’являється в кількох місіях. Урзикстан — це місце, яке можна побачити в серії перезапусків «Modern Warfare», з кількома POI, представленими в кампанії «Modern Warfare III» і на рівнях для кількох гравців.
Режим DMZ також включає сюжетні місії, які обертаються навколо різних фракцій, які змагаються за контроль над Аль-Мазра, островом Ашіка та Вонделом. Під час запуску було представлено три фракції: Білий Лотос, Легіон і Чорна миша. Четверта фракція, Корона, була представлена в 2-му сезоні, з місіями, призначеними виключно для власників Modern Warfare II, а п’ята фракція, ВИДАЛЕНО, була представлена пізніше в 3-му сезоні для всіх гравців. У 4-му сезоні фракції Легіон і ВИДАЛЕНО були видалені, після чого з’явилася нова фракція Фаланга. У 5-му сезоні Шедоу Компані — передбачається, що це ВИДАЛЕНО фракція з 3-го сезону — була додана як нова фракція.

### Сюжет «Modern Warfare II»
Після успішної операції Оперативної групи 141 зі знищення іранського підрозділу Кудс майора Хасана Зіані, начальник відділу ЦРУ Кейт Ласуелл починає контролювати нові таємні місії, що відбуваються в місті Аль-Мазра, щоб підірвати діяльність терористичної організації. Аль-Катала. У той же час кілька приватних військових компаній починають переміщатися в Аль-Мазру, прагнучи вибороти контроль над містом у сил AQ, а також одна в одної. У якийсь момент було виявлено, що Шедоу Компані проводить нові операції в Аль-Мазрі, а також на азійсько-тихоокеанському острові Ашіка та невловимому підземному об’єкті Будівля 21.
У квітні 2023 року Валерії Гарсі, лідеру мексиканського картелю Лас-Альмас, вдалося втекти з полону, оскільки вона була ув’язнена на кілька місяців загоном мексиканського спецназу Лос Вакерос. Потім вона збирає картель в Аль-Мазрі для проведення нових заходів. Колишній товариш Валерії та лідер Лос Вакерос, Алехандро Варгас, Ласвелл просить проникнути в Аль-Мазру та затримати Валерію. Кілька місяців потому було повідомлено про терористичну атаку в місті Вондел, Нідерланди, коли таємнича група спецназу, яка називала себе Миротворцями, захопила контроль над містом після своєї евакуації. Ласвелл встановлює зв’язок з організацією «Чорна миша» та співпрацює з ними, щоб розслідувати дії миротворців і дізнатися їхні справжні наміри. Незабаром вони дізнаються, що «Миротворці» насправді є російською ПВК, відомою як «Конні Груп», і напад на Вондела був організований ними.
У серпні 2023 року лідери Сил визволення Урзикстану Фара Карім і Алекс Келлер зустрічаються з командиром тіньової роти Філліпом Грейвсом, який імітував свою смерть після своєї останньої зустрічі з Оперативною групою 141 у Лас-Альмасі, Мексика. Грейвз пропонує союз між Тінями та ULF, щоб запобігти вторгненню в Аль-Мазру з боку групи Конні. Пізніше того ж місяця Грейвс під командуванням генерала Шеперда очолює напад на окуповану Конні обсерваторію Зая в Аль-Мазрі в рамках «Операції: Арсенал ізгоїв». Знищивши обсерваторію за допомогою ракетних пускових установок, Шедоу Компані знаходить підземний збройовий завод, що містить хімічну зброю, і починає видобувати газові каністри, але змушені вийти, коли тунелі починають руйнуватися. Однак за наказом Ультранаціоналіста терориста Володимира Макарова оперативники Конні, видані під солдатів Тіні, зуміли проникнути в їхні ряди та викрасти літаки з вантажем газу, що призвело до провалу операції.

### Сюжет «Modern Warfare III»
У грудні 2023 року другому командиру Конні Андрію Нолану вдається втекти з полону після його попередньої поразки від Оперативної групи 141. Він повертається до своїх обов’язків і збирає війська Конні в місті Зараван, Урзикстан, для нової операції. У відповідь Грейвс наймає оперативників Шедоу Компані, а також інших незалежних підрядників, до Заравану для проведення місій проти Конні. Кілька місяців потому Конні займає середземноморський острів, відомий як «Крепость Фортуни», і встановлює дослідницьку установу під його поверхнею. Однак стався землетрус, який зруйнував частину острова і змусив Конні почати ремонт. Конфлікт Шедоу Компані і Конні продовжується, оскільки операції останнього поширюються на Острів Відродження, колишній виробничий цех Нова 6, який колись керував шпигунською організацією Персей.
У спогаді про 22 травня 2022 року оперативник оперативної групи 141 Джон «Соуп» Мактавіш відправляється в Зараван у рамках секретної операції із запобігання загрозі хімічної зброї. Він не може зупинити детонацію бомб, але пізніше дізнається, що додаткові бомби розміщені по всьому світу, зокрема в Токіо та Парижі.

## Анонс і випуск
«Call of Duty: Warzone» (2022) було анонсовано публіці Activision у вересні 2022 року, спочатку під назвою «Call of Duty: Warzone 2.0». Було анонсовано нову карту, яку самі розробники описали як «величезну та динамічну, створену буквально з нуля з акцентом на те, щоб зарядити вашу улюблену зброю, зайти в гру, досліджувати великий ландшафт та добре провести час». «Warzone 2.0» було офіційно випущено 16 листопада 2022 року для всіх платформ.
21 листопада 2022 року офіційний обліковий запис «Call of Duty» в Twitter повідомляє, що протягом перших п’яти днів релізу в «Warzone 2.0» грали понад 25 мільйонів гравців. У тому самому місяці максимальна кількість користувачів, які грали всі одночасно, становила близько 500 000 гравців.

## Оцінки та відгуки
| Агрегатор  | Оцінка                 |
| ---------- | ---------------------- |
| Metacritic | PC: 80/100 PS5: 79/100 |

| Видання        | Оцінка |
| -------------- | ------ |
| GameSpot       | 8/10   |
| GamesRadar+    | [ 26 ] |
| Jeuxvideo.com  | 17/20  |
| NME            | [ 28 ] |
| PC Gamer (США) | 80/100 |

«Call of Duty: Warzone» (2022) отримала «загалом схвальні» відгуки, згідно з агрегатором рецензій Metacritic. GameSpot поставив грі оцінку 8/10. Критик С.Є. Достер стверджує, що гра позитивно покращила франшизу в деяких сферах, але скомпрометувала деякі більш традиційні елементи гри в інших аспектах. GamesRadar+ дав грі еквівалентну оцінку 4 із 5 зірок. Рецензент Джош Вест підкреслює, як «Warzone 2.0» покращує жанр Королівської битви, додаючи до ігрового процесу Proximity Chat у реальному часі, покращуючи загальний досвід. IGN також дав грі оцінку 8/10. За словами автора IGN Стелли Чанг, новим доповненням до «Warzone 2.0», яке робить її більш унікальною, ніж інші ігри у жанрі Королівської битви, є можливість вербувати ворожих гравців у свою команду. Ця функція не лише є інноваційним у жанрі, але й заохочує поєднання дипломатичного та стратегічного ігрового процесу, який рідко можна побачити в Королівській битві.

## Нотатки
1. ↑  Рейтинговий режим гри, розроблений Treyarch. Додаткова робота над розробкою Beenox, High Moon Studios, Sledgehammer Games, Toys for Bob і Activision Shanghai.
2. ↑  До 4-го оновлення сезону Modern Warfare II, відома як Call of Duty: Warzone 2.0.[3]